# مارکوس رشفورد
مارکوس رشفورد (به انگلیسی: Marcus Rashford)؛ زادهٔ ۳۱ اکتبر ۱۹۹۷) بازیکن فوتبال اهل انگلستان است که در پست وینگر برای باشگاه بارسلونا در لالیگا اسپانیا بازی می کند.

## دوران باشگاهی

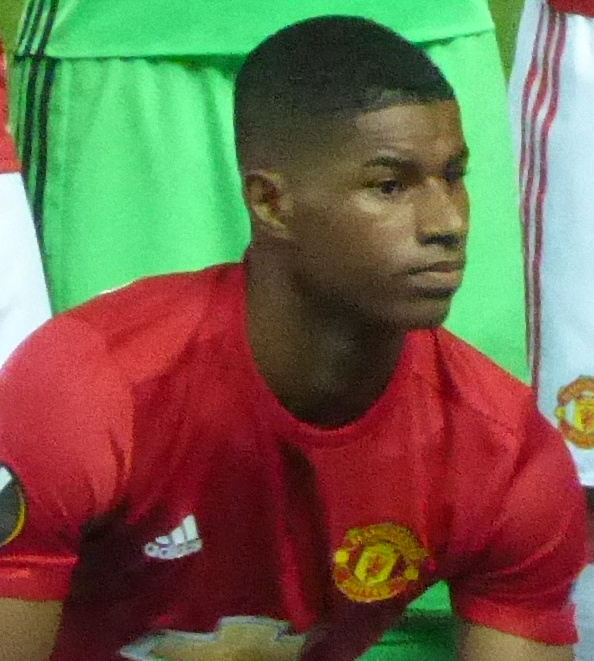
رشفورد در ۲۰۱۶

رَشفورد در ویتنشاوی منچستر به دنیا آمد و از هفت سالگی در آکادمی فوتبال منچستر یونایتد دوران بازی خود را آغاز کرد.
رشفورد در تاریخ ۲۱ نوامبر ۲۰۱۵ برای اولین بار در ترکیب اولیه تیم اصلی منچستر یونایتد در قرار گرفت و شاهد پیروزی ۲–۱ شیاطین سرخ در برابر واتفورد از روی نیمکت بود. در ۲۵ فوریه، رشفورد در پی مصدومیت آنتونی مارسیال در ترکیب ابتدایی منچستر یونایتد در برابر میتیلند قرار گرفت و اولین بازی خود را برای منچستر یونایتد انجام داد؛ وی در جریان این بازی ۲ گل از ۵ گل منچستر یونایتد را به ثمر رساند. بدین ترتیب رشفورد به جوان‌ترین گل‌زن منچستر یونایتد در یک رقابت اروپایی تبدیل شد و رکورد جرج بست را شکست. رشفورد سه روز بعد نیز در اولین حضور خود در لیگ برتر، موفق شد در جریان پیروزی ۳–۲ منچستر یونایتد در برابر آرسنال، ۲ گل از گل‌های تیمش را به ثمر برساند تا پس از دنی ولبک و فدریکو ماکدا به عنوان سومین بازیکن جوان منچستر یونایتد که در لیگ برتر گل می‌زند، شناخته شود. در ۲۰ مارس، رشفورد تک گل منچستر یونایتد در دربی منچستر را به ثمر رساند تا یونایتد به اولین پیروزی خود در ورزشگاه اتحاد (ورزشگاه شهر منچستر) پس از سال ۲۰۱۳ دست یابد. با تنها ۱۸ سال و ۱۴۱ روز، رشفورد به عنوان جوان‌ترین گل‌زن دربی منچستر نیز شناخته شد.

رشفورد می‌تواند برای منچستر یونایتد تاریخ‌سازی کند.

داوید د خیا پس از پیروزی منچستر یونایتد در برابر استون ویلا با تک گل رشفورد
وی در پایان فصل، با زدن ۸ گل در ۱۸ بازی (در تمامی رقابت‌ها) رکورد فوق‌العاده از خود برجای گذاشت و فصل ۲۰۱۵/۱۶ را با قهرمانی همراه با منچستر یونایتد در جام حذفی انگلستان به پایان رساند. در پایان فصل نیز در مراسم سالیانه باشگاه منچستر یونایتد، رشفورد به عنوان برترین بازیکن زیر ۱۸ سال باشگاه در فصل ۲۰۱۵/۱۶ انتخاب شد.
وی در تاریخ ۳۰ می ۲۰۱۵ با قراردادی ۱+۴ ساله، قرارداد خود با منچستر یونایتد را تا سال ۲۰۲۰ تمدید کرد.

## دوران ملی
رشفورد پس از درخشش در منچستر یونایتد، به اردوی تیم ملی انگلیس برای حضور در جام ملت‌های اروپا ۲۰۱۶ دعوت شد. در این بین، مربی وی در آکادمیِ یونایتد(نیکی بات)، این دعوت را برای وی نامناسب خواند و احتمال داد که این موضوع به ضرر جوان ۱۸ ساله شود. به هر روی در ۱۶ می ۲۰۱۶، روی هاجسون نام او را در میان ۲۶ نفر ابتدایی دعوت شده به تیم ملی انگلیس قرار داد.
در ۲۷ می، رشفورد در اولین بازی ملی خود برای انگلستان در ورزشگاه لایت در دیداری دوستانه در برابر استرالیا به میدان رفت و تنها پس از ۱۳۸ ثانیه موفق به زدن اولین گل ملی خود شد. بدین ترتیب او رکورد دیگری را نیز شکست و پس از ۷۸ سال موفق شد با شکستن رکورد تامی لاوتِن، به جوان‌ترین گل‌زن تیم ملی انگلستان بدل شود.

### عملکرد در جام جهانی

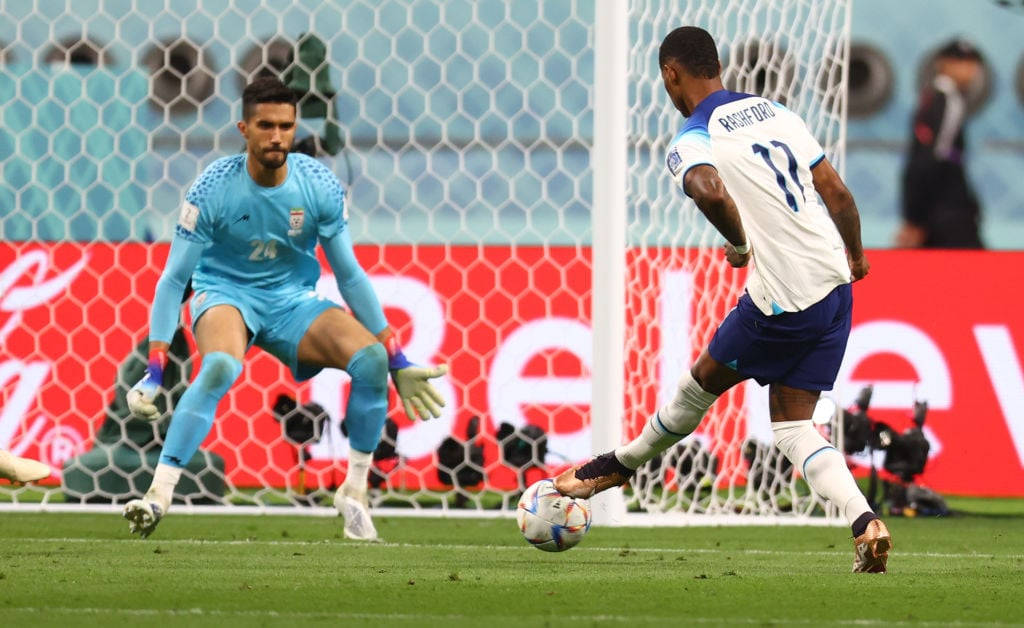
مارکوس رشفورد در برابر سید حسین حسینی دروازه‌بان تیم ملی ایران

اولین گل او در جام جهانی، در جام جهانی ۲۰۲۲ در برابر ایران به ثمر رسید. این گل تنها چند ثانیه پس از ورود او به زمین و با اولین لمس توپ او انجام شد. دومین گل از روی ضربه ایستگاهی و سومین گل او در جام جهانی نیز در جام جهانی ۲۰۲۲، در مقابل ولز به ثمر رسید.

## آمار

### باشگاهی
تا تاریخ ۴ فوریه ۲۰۲۴
| باشگاه         | فصل     | لیگ      | لیگ  | لیگ | جام حذفی | جام حذفی | جام اتحادیه | جام اتحادیه | اروپا | اروپا | سایر | سایر | مجموع | مجموع |
| باشگاه         | فصل     | دسته     | بازی | گل  | بازی     | گل       | بازی        | گل          | بازی  | گل    | بازی | گل   | بازی  | گل    |
| -------------- | ------- | -------- | ---- | --- | -------- | -------- | ----------- | ----------- | ----- | ----- | ---- | ---- | ----- | ----- |
| منچستر یونایتد | ۱۶–۲۰۱۵ | لیگ برتر | ۱۱   | ۵   | ۴        | ۱        | ۰           | ۰           | ۳     | ۲     | —    | —    | ۱۸    | ۸     |
| منچستر یونایتد | ۱۷–۲۰۱۶ | لیگ برتر | ۳۲   | ۵   | ۳        | ۳        | ۶           | ۱           | ۱۱    | ۲     | ۱    | ۰    | ۵۳    | ۱۱    |
| منچستر یونایتد | ۱۸–۲۰۱۷ | لیگ برتر | ۳۵   | ۷   | ۵        | ۱        | ۳           | ۲           | ۸     | ۳     | ۱    | ۰    | ۵۲    | ۱۳    |
| منچستر یونایتد | ۱۹–۲۰۱۸ | لیگ برتر | ۳۳   | ۱۰  | ۴        | ۱        | ۰           | ۰           | ۱۰    | ۲     | ۰    | ۰    | ۴۷    | ۱۳    |
| منچستر یونایتد | ۲۰–۲۰۱۹ | لیگ برتر | ۳۱   | ۱۷  | ۴        | ۰        | ۳           | ۴           | ۶     | ۱     | ۰    | ۰    | ۴۴    | ۲۲    |
| منچستر یونایتد | ۲۱–۲۰۲۰ | لیگ برتر | ۳۷   | ۱۱  | ۳        | ۱        | ۴           | ۱           | ۱۳    | ۸     | ۰    | ۰    | ۵۷    | ۲۱    |
| منچستر یونایتد | ۲۲–۲۰۲۱ | لیگ برتر | ۲۵   | ۴   | ۲        | ۰        | ۰           | ۰           | ۵     | ۱     | ۰    | ۰    | ۳۲    | ۵     |
| منچستر یونایتد | ۲۳–۲۰۲۲ | لیگ برتر | ۳۵   | ۱۷  | ۶        | ۱        | ۶           | ۶           | ۹     | ۶     | ۰    | ۰    | ۵۶    | ۳۰    |
| منچستر یونایتد | ۲۴–۲۰۲۳ | لیگ برتر | ۲۲   | ۵   | ۱        | ۱        | ۰           | ۰           | ۴     | ۰     | ۰    | ۰    | ۲۷    | ۳     |
| مجموع          | مجموع   | مجموع    | ۲۶۱  | ۸۱  | ۳۲       | ۹        | ۲۲          | ۱۴          | ۶۹    | ۲۵    | ۲    | ۰    | ۳۸۶   | ۱۲۶   |

1. 1 2  بازی‌ها در لیگ اروپا
2. ↑  بازی‌ها در جام خیریه انگلستان
3. ↑  بازی‌ها در سوپرجام اروپا

### بازی‌های ملی
تا تاریخ ۲۰ نوامبر ۲۰۲۳
| انگلستان | انگلستان | انگلستان | انگلستان |
| سال      | بازی     | گل       | پاس گل   |
| -------- | -------- | -------- | -------- |
| ۲۰۱۶     | ۶        | ۱        | ۰        |
| ۲۰۱۷     | ۹        | ۱        | ۲        |
| ۲۰۱۸     | ۱۶       | ۴        | ۱        |
| ۲۰۱۹     | ۷        | ۴        | ۲        |
| ۲۰۲۰     | ۲        | ۱        | ۰        |
| ۲۰۲۱     | ۶        | ۱        | ۰        |
| ۲۰۲۲     | ۵        | ۳        | ۰        |
| ۲۰۲۳     | ۸        | ۲        | ۱        |
| مجموع    | ۵۹       | ۱۷       | ۶        |

### گل‌های ملی
| شماره | تاریخ           | میزبان   | بازی ملی       | حریف      | نتیجه | رقابت                             |
| ----- | --------------- | -------- | -------------- | --------- | ----- | --------------------------------- |
| ۱     | ۲۷ مه ۲۰۱۶      | ساندرلند | اولین          | استرالیا  | ۲–۱   | دوستانه                           |
| ۲     | ۴ سپتامبر ۲۰۱۷  | لندن     | یازدهمین       | اسلواکی   | ۲–۱   | مقدماتی جام جهانی ۲۰۱۸            |
| ۳     | ۷ ژوئن ۲۰۱۸     | لیدز     | نوزدهمین       | کاستاریکا | ۲–۰   | دوستانه                           |
| ۴     | ۸ سپتامبر ۲۰۱۸  | لندن     | بیست و ششمین   | اسپانیا   | ۱–۲   | لیگ ملت‌های اروپا ۱۹–۲۰۱۸          |
| ۵     | ۱۱ سپتامبر ۲۰۱۸ | لستر     | بیست و هفتمین  | سوئیس     | ۱–۰   | دوستانه                           |
| ۶     | ۱۵ اکتبر ۲۰۱۸   | سویل     | بیست و نهمین   | اسپانیا   | ۳–۲   | لیگ ملت‌های اروپا ۱۹–۲۰۱۸          |
| ۷     | ۶ ژوئن ۲۰۱۹     | گیماریش  | سی و دومین     | هلند      | ۱–۳   | مرحله نهایی لیگ ملت‌های اروپا ۲۰۱۹ |
| ۸     | ۱۴ اکتبر ۲۰۱۹   | صوفیه    | سی و ششمین     | بلغارستان | ۶–۰   | مقدماتی جام ملت‌های اروپا ۲۰۲۰     |
| ۹     | ۱۴ نوامبر ۲۰۱۹  | لندن     | سی و هفتمین    | مونته‌نگرو | ۷–۰   | مقدماتی جام ملت‌های اروپا ۲۰۲۰     |
| ۱۰    | ۱۷ نوامبر ۲۰۱۹  | پریشتینا | سی و هشتمین    | کوزوو     | ۴–۰   | مقدماتی جام ملت‌های اروپا ۲۰۲۰     |
| ۱۱    | ۱۱ اکتبر ۲۰۲۰   | لندن     | سی و نهمین     | بلژیک     | ۲–۱   | لیگ ملت‌های اروپا ۲۱–۲۰۲۰          |
| ۱۲    | ۶ ژوئن ۲۰۲۱     | میدلزبرو | چهل و یکمین    | رومانی    | ۱–۰   | دوستانه                           |
| ۱۳    | ۲۱ نوامبر ۲۰۲۲  | دوحه     | چهل و هفتمین   | ایران     | ۶–۲   | جام جهانی ۲۰۲۲ قطر                |
| ۱۴    | ۲۹ نوامبر ۲۰۲۲  | الریان   | چهل و نهمین    | ولز       | ۳–۰   | جام جهانی ۲۰۲۲ قطر                |
| ۱۵    | ۲۹ نوامبر ۲۰۲۲  | الریان   | چهل و نهمین    | ولز       | ۳–۰   | جام جهانی ۲۰۲۲ قطر                |
| ۱۶    | ۱۹ ژوئن ۲۰۲۳    | منچستر   | پنجاه و سومین  | مقدونیه   | ۷–۰   | مقدماتی جام ملت‌های اروپا ۲۰۲۴     |
| ۱۷    | ۱۷ اکتبر ۲۰۲۳   | لندن     | پنجاه و هفتمین | ایتالیا   | ۳–۱   | مقدماتی جام ملت‌های اروپا ۲۰۲۴     |

## افتخارات
منچستر یونایتد
- جام حذفی انگلستان: ۱۶–۲۰۱۵، ۲۰۲۳_۲۴
- جام اتحادیه انگلستان: ۱۷–۲۰۱۶، ۲۰۲۲–۲۳
- جام خیریه انگلستان: ۲۰۱۶
- لیگ اروپا: ۱۷–۲۰۱۶

فردی
- بهترین بازیکن زیر ۱۸ سال منچستر یونایتد در فصل ۱۶–۲۰۱۵